# Francesco Arina
Francesco Paolo Arina (Taranto, 16 maggio 1919 – Brindisi, 31 ottobre 2006) è stato un politico italiano.

## Biografia
Nato a Taranto nel 1919, conseguì la laurea in pedagogia e fu anche giornalista pubblicista dal 1947.
Nel 1948 fece parte della Deputazione provinciale di Brindisi e dal 1951 al 1953 fu consigliere comunale della città di Brindisi. Eletto una seconda volta nel 1960, venne riconfermato nel consiglio cittadino ininterrottamente fino al 1980, per poi ritornarvi dal 1990 al 1994. Fu sindaco di Brindisi per più mandati lungo tutta la storia cittadina della Prima Repubblica: dal 1967 al 1971, poi dal 1975 al 1984 e un'ultima volta dal 1993 al 1994.
Tra i vari incarichi ricoperti nella sua vita, si ricordano quelli di segretario generale del Consorzio del Porto di Brindisi (1958-1984), vice-presidente della Comunità dei Porti adriatici (1960-1980, 1993-2006) e presidente del consiglio di amministrazione dell'Ospedale "Antonino Di Summa" (1971-1975).
Morì a Brindisi il 31 ottobre 2006.